# Kreoloid
Kreoloid (ang. creoloid) – język wykazujący pewne cechy języka kreolskiego, ale niewywodzący się z pidżynu. Typowym przykładem kreoloidu jest niska forma angielszczyzny singapurskiej, czyli singlish. Cechy kreoloidu są obecne także w języku afrikaans, który jest pochodną niderlandzkiego, poddaną wpływom kontaktu językowego z językami nieeuropejskimi. 
Pojęcie kreoloidu wprowadził językoznawca John Platt, który opisywał zróżnicowanie języka angielskiego w Singapurze, dające się rozpatrywać w ramach kontinuum kreolskiego. Platt zauważył, że singlish wykazuje zbieżności z językami kreolskimi oraz wyraźną odrębność od standardowej angielszczyzny. Wyróżnił także szereg cech kreoloidów. W przeciwieństwie do właściwych języków kreolskich kreoloidy nie powstają w wyniku kreolizacji.  
Systemowym badaniem kreoloidów jako języków kontaktu zajmuje się subdyscyplina językoznawstwa – kreolingwistyka.  